# Ricardo Daniel Pereyra
Ricardo Daniel Pereyra, más conocido como Ricardo Chiqui Pereyra o Chiqui Pereyra (General Roca, Río Negro, 26 de junio de 1951) es un cantante de tangos argentino.

## Trayectoria
Sus primeras experiencias con el canto fueron con el folclore. En 1978, con veintitrés años de edad, se presentó en un evento de búsqueda de talentos realizado en su provincia y organizado por el programa de televisión Grandes valores del tango, conducido por Silvio Soldán. Resultó elegido para viajar a Buenos Aires y presentarse en el concurso de cantantes en Canal 9. El 14 de junio de ese año debutó en televisión interpretando el tango Siga el corso (1926), de Francisco García Jiménez y Anselmo Aieta, logrando que de inmediato lo incorporaran al elenco estable del programa, en el que participó hasta 1992. 
El registro de voz en sus inicios era de barítono, que podía alternar con bajos de tal forma que imprimió un estilo personal a su canto. Con el paso de los años su voz se acomodó en un registro de bajo. 
El productor discográfico Bebu Silvetti lo invitó en 1996 a grabar un álbum con la orquesta de Omar Valente, disco que fue editado por la compañía discográfica Forever Music. Desde ese año hasta 1999 formó parte del programa de ATC La noche con amigos, conducido por Lionel Godoy.
Hasta mediados de la década del 90 había grabado nueve discos LP con orquestas como las de Eduardo Corti, Pascual Mamone y Armando Pontier. En 1998, al cumplirse veinte años desde el inicio de su carrera profesional, Sony Music editó el décimo álbum, un recopilatorio con el título Ricardo Chiqui Pereyra. 20 grandes éxitos. En el álbum Viento que vino del sur, de 2003, Chiqui Pereyra interpreta el vals Pedacito de cielo (letra de Homero Expósito y música de Enrique Mario Francini y Héctor Stamponi) con Mercedes Sosa y el vals Flor de lino (de Héctor Stamponi y Homero Expósito) con Lito Vitale.
Realizó diversas giras por las provincias de la Argentina y otros países, como España, Estados Unidos y, especialmente, Chile.

## Discografía
Álbumes.
- 2011. Mi Buenos Tangos querido. Fonocal.
- 2010. Una vida de tangos.
- 2003. Viento que vino del sur.
- 1998. 20 grandes éxitos. Sony Music.
- 1996. Timeless Tango.
- 1992. Encuentro. Con Jorge Falcón.
- 1988. Tango de la Casa Columbia.
- 1986. Grandes éxitos. CBS.
- 1981. Toda mi vida. CBS. Con la orquesta de Pascual Mamone.
- 1981. Malevaje. CBS
- 1980. Ricardo Chiqui Pereyra. CBS. Con la orquesta de Eduardo Corti.
- 1979. Definitivamente. CBS
- 1978. Un corte una quebrada. CBS

## Cine
- 1982. Buenos Aires Tango (inédita), dirigida por Julio Saraceni y Jorge Briand, con guion de Abel Santa Cruz y con un elenco conformado por Tincho Zabala, Silvio Soldán, Beba Bidart, Elsa Daniel, Juan Carlos Thorry, Nelly Panizza, Calígula y Fernando Siro, entre otros.
- 1980. Toto Paniagua, el rey de la chatarra, dirigida por Carlos Orgambide, protagonizada por Ricardo Espalter y, en el elenco, Enrique Almada, Cayetano Biondo, Ana María Giunta, Katia Iaros, Enrique Liporace, Marzenka Novak y Alita Román, entre otros.

## Premios
- 1995. Premio Konex al cantante masculino de tango.

## Otras actividades
En 1984 participó del Rally Vuelta de la Manzana, como navegante del piloto Omar Ruiz, a bordo de un Fiat 128.